# Alegerile regionale din Tigrai din 2020
La 9 septembrie 2020, statul etiopian Tigrai a organizat alegeri parlamentare. Alegerile au fost considerate ilegale de guvernul central al prim-ministrului Abiy Ahmed Ali, care a amânat alegerile generale la începutul anului din cauza pandemiei COVID-19. Potrivit organizatorilor alegerilor, Frontul de Eliberare al Poporului Tigrin a câștigat 98,2% din voturi.